# Roman Kukleta
Roman Kukleta (Brno, 22. prosinca 1964. – Brno, 26. listopada 2011.) bio je češki nogometaš i čehoslovački reprezentativac koji je igrao na poziciji napadača. Sa  Spartom iz Praga tri puta je bio uzastopni prvak Čehoslovačke - 1989., 1990. i 1991. godine, a te iste sezone 1991. bio je najbolji strijelac lige sa 17 pogodaka. Za svoje škarice u jesen 1986., u redovima Zbrojovke iz Brna, protiv drugoligaša FC Slušovice dobio je nagradu Zlatna kopačka Čehoslovačke televizije za najljepši gol u toj nogometnoj sezoni.

## Karijera

### Početci
Kukleta je svoju juniorsku karijeru započeo u klubu Sokol Řícmanice, no ubrzo prelazi u Zetor Brno gdje je, u sezoni 1980./81., debitirao među najboljim igračima treće lige divizije D. Zahvaljući dobroj igri napredovao je i ubrzo zaigrao za brnsku Zbrojovku, s kojom je sezone 1892./83. osvojio i naslov niželigaškog prvaka.  Sezoni 1986./87. čehoslovačke druge narodne lige, bio je drugi najbolji strijelac lige s 32 pogotka u 28 utakmica, čime je Zbrojovka završila na drugom mjestu 2. Lige. Kukleta je time pružio šansu Zbrojovki da se bori za odlazak u Čehoslovačku Prvu ligu. Tijekom tri uzastopne sezone (1985./86.1986./87. i 1985./86.) bio je najbolji strijelac Zbrojovke.

### Seniorska karijera
Sveukupno je u Čehoslovačkoj ligi nastupio 111 puta i pritom zabio 50 pogodaka, što ga čini 8. najboljim strijelcem čehoslovačke lige svih vremena. Svoju prvu ligašku utakmicu odigrao je u seniorskim redovima Zbrojovke u proljeće 1983. godine, a do prelaska u FK Hvězda Cheb za brnski je klub odigrao još samo dvije utakmice, ali bez postignutog zgoditka u protivničku mrežu. No, sljedeće godine, u redovima  Hvězde počeo je igrati stabilnije i kvalitetnije, a u 19 utakmica koje je tijekom sezone 1984./85. postigao je i svoj prvi ligaški pogodak. Nakon odrađene vojne službe vraća se u Zbrojovku, koja je i dalje ostala u diviziji Druge lige. Unatoč vidno slabijem položaju, Kukleta je u Zbrojovki započeo sjajni niz: u odigranih 70 utakmica zabio je 66 golova, što znači da jedino u četiri odigrane utakmice nije zatresao protivničku mrežu. Ipak,uvidjevši da u Zbrojovki više nema mjesta za napredak, preselio se u prašku Spartu, za koju je nastupio i u Ligi prvaka, gdje je odigrao ukupno 12 utakmica i zabio dva gola (prvi gol je zabio u susretu protiv Steaue iz Bukurešta u sezoni 1988./89., a drugi francuskom Olympiqueu iz Marseillea tijekom sezone 1991./92.). Nakon dvije uspješne sezone u domaćoj ligi (1989./90. i 1990/91.), odlazi u španjolski klub Real Betis iz Sevilje, gdje je odigrao jednu sezonu španjolskog prvensta, tijekom koje je nastupio 30, a zabio 6 puta. Iste te sezone Betis je predvodila još jedna legenda češkog nogometa, Jozef Jarabinský. Nakon isteka ugovora vratio se u Brno, gdje je sa Zbrojovkom igrao u Prvoj ligi sve do 1996. godine, a u sezoni 1994./95. odličnom igrom odveo je klub do 3. mjesta u ukupnom poretku lige, pod vodstvom trenera  Petera Uličnýma. Zahvaljujući 3. mjestu Zbrojovka se 1995. plasirala u Intertoto kup, gdje je Kukleta u tri utakmice i zatresao mrežu bugarskom Etaru iz Velikog Trnova. U svojoj skupini Zbrojovka je završila na 4. mjestu i time ispala iz daljnjeg natjecanja.

### Reprezentativna karijera
Za nogometnu reprezentaciju Čehoslovačke odigrao je tijekom 1991. godine 4 utakmice. One su mu ujedno ostale jedini nastupi za reprezentaciju, unatoč kvaliteti i uspjesima u domaćoj ligi. Za reprezentaciju je odigrao sljedeće utakmice:
| Nadnevak           | Protivnik  | Rezultat | Susret       | Ishod   |
| ------------------ | ---------- | -------- | ------------ | ------- |
| 30. siječnja 1991. | Australija | 0:1      | prijateljski | poraz   |
| 6. veljače 1991.   | Australija | 0:2      | prijateljski | poraz   |
| 27. ožujka 1991.   | Poljska    | 4:0      | prijateljski | pobjeda |
| 1. svibnja 1991.   | Albanija   | 2:0      | prijateljski | pobjeda |

### Trenerska karijera
Završetkom igračke karijere, okušao se i kao trener. Iako je bio jedan od najslavnijih čehoslovačkih nogometaša, nije dobivao pozive ni od čeških ni od slovačkih prvoligaša. Tako je svoju trenersku karijeru započeo kod čeških drugoligaša Bavory,  Velké Meziříčí i Hodonín. Od 2007. do 2009. trenirao je Tatran Kohoutovice, koji se natjecao u 1.B ligi tijekom sezone 2009./10. Nakon isteka ugovora potpisuje za SK Slavkov, iz mjesta Slavkov bilzu Brna, a 2010. preuzeo je njihovu juniorsku ekipu. 
Umro je 26. rujna 2011. u svom rodnom gradu Brnu, u 46. godini života.

## Vanjske poveznice
- (češ.) Profil na stranici kluba FC Zbrojovka Brno
- (češ.) [neaktivna poveznica]
- (engl.) Igračka povijest na Soccerdatabase.eu